# Sozzago
Sozzago (piemontiul: Sosach) település Olaszországban, Piemont régióban, Novara megyében. Lakosainak száma 1086 fő (2023. január 1.). Sozzago Cassolnovo, Cerano, Terdobbiate, Trecate és Garbagna Novarese községekkel határos.

## Népesség
A település lakossága az elmúlt években az alábbi módon változott:
| Lakosok száma | 1068 | 1075 | 1086 |
|               | 2017 | 2018 | 2023 |